# 상호작용체
상호작용체(Interactome)는 세포 내에서 상호작용하는 모든 분자나 물질들의 총합을 네트워크로 나타내는 것을 말한다. 이것을 연구하는 학문을 상호작용체학이라고 한다. 상호작용체는 현대 생물학의 가장 중요한 문제중의 하나이다.

## 같이 보기
- 유전체
- 전사체
- 단백체
- 생리체
- 상호작용체학